# ألعاب جزر المحيط الهندي
ألعاب جزر المحيط الهندي (بالفرنسية: Jeux des îles de l'océan Indien) هو حدث متعدد الرياضات يقام كل أربع سنوات من دول جزر المحيط الهندي. أُستحدثت الألعاب من قبل اللجنة الأولمبية الدولية (IOC) في عام 1977 وتجمع حاليًا الدول الجزرية والأقاليم في موريشيوس وسيشيل وجزر القمر ومدغشقر ومايوت وريونيون وجزر المالديف. ارتفع عدد الرياضيين المشاركين على مر السنين، حيث ارتفع من 1000 رياضي في عام 1979 إلى أكثر من 1500 مشارك في عامي 2003 و2007 وأكثر من 2000 مشارك في عام 2019.

## الأصول
من عام 1947 حتى عام 1963، نُظمت دورة سابقة تسمى ألعاب المحيط الهندي المثلثة بين مدغشقر وموريشيوس وريونيون. في عام 1963، ألغيت مباراة كرة قدم في مدغشقر بين موريشيوس ومدغشقر بالتعادل 1-1 بعد مرور 54 دقيقة، وأعلنت مدغشقر فوزها بالبطولة. بعد هذه المباراة رفضت موريشيوس اللعب في البطولة ولم تقام البطولة مرة أخرى.
في عام 1974، قررت اللجنة الأولمبية الإقليمية في ريونيون تنظيم مسابقة متعددة الرياضات في المحيط الهندي. وقد اعتمدت ذلك اللجنة الأولمبية الدولية عام 1976. وكانت المسابقة تسمى في البداية "ألعاب المحيط الهندي"، ولكن غُير الاسم إلى "ألعاب جزر المحيط الهندي" قبل الألعاب الأولى، دون مشاركة سريلانكا التي كانت مسجلة في البداية.
أهداف الألعاب هي المساهمة في التعاون الإقليمي من خلال تطوير الرياضة في المنطقة؛ بناء الصداقة والتفاهم المتبادل بين شعوب جزر المحيط الهندي، بروح الأولمبية؛ السماح للرياضيين بإجراء منافسة، كل أربع سنوات، تتناسب اهتماماتها ومستواها مع الرياضة الحقيقية في المنطقة؛ وإنشاء حدث إقليمي ستضمن تداعياته تطوير البنية التحتية لدول المنطقة. في عام 2019، تشمل ألعاب 7 جزر و14 تخصصًا و2000 رياضي.

## ألعاب جزر المحيط الهندي
شاركت خمس دول في إنشاء الألعاب: سريلانكا وسيشيل وموريشيوس وجزر القمر وريونيون. لقد قاموا بصياغة ميثاق الألعاب. في الأصل، كان من المقرر أن تقام الألعاب كل أربع سنوات، ولكن لم يتم ملاحظة هذا التكرار في الفترة من 1979 إلى 2003.
| السنة | النسخة | التاريخ                 | البلد المضيف | المدينة المضيفة                | المرجع |
| ----- | ------ | ----------------------- | ------------ | ------------------------------ | ------ |
| 1979  | 1      |                         | Réunion      | سان دوني (ريونيون)، لا ريونيون | [ 2 ]  |
| 1985  | 2      |                         | Mauritius    | كوريبيب                        | [ 3 ]  |
| 1990  | 3      |                         | Madagascar   | أنتاناناريفو                   | [ 4 ]  |
| 1993  | 4      |                         | Seychelles   | فيكتوريا (سيشل)                | [ 5 ]  |
| 1998  | 5      |                         | Réunion      | سان دوني (ريونيون)             | [ 6 ]  |
| 2003  | 6      | 29 August – 3 September | Mauritius    | Moka                           | [ 7 ]  |
| 2007  | 7      | 9–19 August             | Madagascar   | أنتاناناريفو                   | [ 8 ]  |
| 2011  | 8      | 5–14 August             | Seychelles   | فيكتوريا (سيشل)                | [ 9 ]  |
| 2015  | 9      | 1–8 August              | Réunion      | سان دوني (ريونيون)             | [ 10 ] |
| 2019  | 10     | 19–28 July              | Mauritius    | بورت لويس                      | [ 11 ] |
| 2023  | 11     | 23 August – 3 September | Madagascar   | أنتاناناريفو                   | [ 12 ] |
| 2027  | 12     | Future event            | Mayotte      |                                |        |

## الدول المشاركة
|            | 1979 | 1985 | 1990 | 1993 | 1998 | 2003 | 2007 | 2011 | 2015 | 2019 | الإجمالي |
| ---------- | ---- | ---- | ---- | ---- | ---- | ---- | ---- | ---- | ---- | ---- | -------- |
| جزر القمر  | ✓    | ✓    | ✓    | ✓    | ✓    | ✓    | ✓    | ✓    | ✗    | ✓    | 9        |
| مدغشقر     | ✗    | ✓    | ✓    | ✓    | ✓    | ✓    | ✓    | ✓    | ✓    | ✓    | 9        |
| المالديف   | ✓    | ✓    | ✓    | ✓    | ✓    | ✓    | ✓    | ✓    | ✓    | ✓    | 10       |
| موريشيوس   | ✓    | ✓    | ✓    | ✓    | ✓    | ✓    | ✓    | ✓    | ✓    | ✓    | 10       |
| مايوت      | ✗    | ✗    | ✗    | ✗    | ✗    | ✓    | ✓    | ✓    | ✓    | ✓    | 5        |
| لا ريونيون | ✓    | ✓    | ✓    | ✓    | ✓    | ✓    | ✓    | ✓    | ✓    | ✓    | 10       |
| سيشل       | ✓    | ✓    | ✓    | ✓    | ✓    | ✓    | ✓    | ✓    | ✓    | ✓    | 10       |

- تشمل موريشيوس جزيرتي رودريغز وأغاليغا.
- في عام 2003، شاركت مايوت مع ريونيون سويا باسم فرنسا بالمحيط الهندي.

## الأحداث
- ألعاب قوى
- الريشة الطائرة
- كرة السلة
- ملاكمة
- سباق الدراجات الهوائية
- كرة القدم في ألعاب جزر المحيط الهندي
- كرة اليد
- جودو
- كاراتيه
- كرة حديدية
- اتحاد الرغبي
- إبحار (رياضة)
- سباحة (رياضة)
- كرة الطاولة
- تايكوندو
- كرة المضرب
- الكرة الطائرة
- رفع أثقال
- مصارعة

## جدول الميداليات في كل الفترات
اعتبارا من عام 2015.
  *   البلد المضيف (مضيف)
| المرتبة | فريق       | ذهبية | فضية | برونزية | المجموع |
| ------- | ---------- | ----- | ---- | ------- | ------- |
| 1       | لا ريونيون | 584   | 534  | 461     | 1579    |
| 2       | موريشيوس   | 405   | 462  | 504     | 1371    |
| 3       | مدغشقر     | 353   | 339  | 371     | 1063    |
| 4       | سيشل       | 214   | 201  | 240     | 655     |
| 5       | جزر القمر  | 4     | 11   | 48      | 63      |
| 6       | مايوت      | 2     | 8    | 9       | 19      |
| 7       | المالديف   | 1     | 7    | 14      | 22      |
| المجموع | المجموع    | 1563  | 1562 | 1647    | 4772    |

تم احتساب ميداليات فرنسا في المحيط الهندي لعام 2003 لريونيون.

## روابط خارجيةو
- Official website of the 7th IOIG
- Official website of the 8th IOIG
- Official website of the 9th IOIG
- Official website of the 10th IOIG